# Kevin Ayers
Kevin Ayers (nat el 16 d'agost de 1944 a Herne Bay, Kent – mort el 18 de febrer de 2013) era un cantautor anglès i una de les grans influències en el moviment psicodèlic anglès.
Ayers fou membre fundador de la pionera banda psicodèlica Soft Machine a finals dels anys 60 i va estar estretament lligat amb la Canterbury scene.
Ha gravat discs en solitari i ha treballat amb Brian Eno, Syd Barrett, John Cale, Elton John, Robert Wyatt, Andy Summers, Mike Oldfield, Nico, Ollie Halsall i altres. Va viure una llarga temporada a Deià (Mallorca) i va tornar al Regne Unit a mitjans dels anys 90. Al final de la seva vida vivia al sud de França, on va morir a l'edat de 68 anys.

## Discografia
| Títol                                                      | Segell discorgàfic | Data de llançament |
| ---------------------------------------------------------- | ------------------ | ------------------ |
| The Soft Machine                                           | ABC/Probe          | Des 1968           |
| Joy of a Toy                                               | Harvest            | Nov 1969           |
| Shooting at the Moon                                       | Harvest            | Oct 1970           |
| Whatevershebringswesing                                    | Harvest            | Nov 1971           |
| Bananamour                                                 | Harvest            | Maig 1973          |
| The Confessions of Dr. Dream and Other Stories             | Island             | Maig 1974          |
| June 1, 1974 (amb Nico, John Cale i Brian Eno)             | Island             | Juny 1974          |
| Lady June's Linguistic Leprosy (amb Lady June i Brian Eno) | Caroline/Virgin    | Nov 1974           |
| Sweet Deceiver                                             | Island             | Març 1975          |
| Yes We Have No Mañanas (So Get Your Mañanas Today)         | Harvest            | Juny 1976          |
| Rainbow Takeaway                                           | Harvest            | Abril 1978         |
| That's What You Get Babe                                   | Harvest            | Febrer 1980        |
| Diamond Jack and the Queen of Pain                         | Charly             | Juny 1983          |
| Deià...Vu                                                  | Blau               | Març 1984          |
| As Close As You Think                                      | Illuminated        | Juny 1986          |
| Falling Up                                                 | Virgin             | Febrer 1988        |
| Still Life with Guitar                                     | FNAC               | Gener 1992         |
| The Unfairground                                           | LO-MAX             | Set 2007           |

## Discografia en solitari
| Títol                         | Segell discrogràfic | Data de llançament |
| ----------------------------- | ------------------- | ------------------ |
| Love Makes Sweet Music        | Polydor             | Febrer 1967        |
| Joy of a Toy                  | ABC/Probe (USA)     | Nov 1968           |
| Singing a Song in the Morning | Harvest             | Febrer 1970        |
| Butterfly Dance               | Harvest             | Oct 1970           |
| Stranger in Blue Suede Shoes  | Harvest             | Agost 1971         |
| Oh! Wot A Dream               | Harvest             | Nov 1972           |
| Don't Let It Get You Down     | Harvest (FR)        | Nov 1972           |
| Caribbean Moon                | Harvest             | Abril 1973         |
| The Up Song                   | Island              | Febrer 1974        |
| Day by Day                    | Island (NL)         | Febrer 1974        |
| After The Show                | Island              | Juliol 1974        |
| Falling In Love Again         | Island              | Febrer 1976        |
| Stranger In Blue Suede Shoes  | Harvest             | Febrer 1976        |
| Star                          | Harvest             | Abril 1977         |
| Mr Cool                       | ABC                 | Abril 1977         |
| Money Money Money             | Harvest             | Febrer 1980        |
| Animals                       | Columbia            | 1980               |
| My Speeding Heart             | Charly              | 1983               |
| Who’s Still Crazy             | WEA                 | 1983               |
| Stop Playing with My Heart    | Blau                | 1984               |
| Stepping Out                  | Illuminated         | 1986               |
| Am I Really Marcel?           | Accidentales        | 1988               |
| The Best We Have              | Accidentales        | 1988               |
| Thank You Very Much           | FNAC                | 1992               |